# エリック・メーラー
エリック・メーラー（ドイツ語: Erik Möller, 1979年 - ）はドイツのフリーランスジャーナリスト、ソフトウェア開発者、著作家であり、サンフランシスコに拠点を置くウィキメディア財団（WMF）の副理事を務めていた。  
メーラーはウェブデザイナーとしても活動し、かつて自身のウェブホスティングサービス「myoo.de」を運営していた。2022年時点では、報道の自由財団のエンジニアリング担当副部長を務めていた。

## 著作
メーラーは『Die heimliche Medienrevolution – Wie Weblogs, Wikis und freie Software die Welt verändern』（「秘密のメディア革命：ブログ、ウィキ、自由ソフトウェアが世界を変える」）の著者である。この書籍では、市民メディアやブログにおけるオープンソース運動のジャーナリズム的な発展について論じているが、大半のブログは主流メディアと競争するものではないと指摘している。この書籍は2005年にハインツ・ハイス社から初版が出版され、2006年には改訂版が刊行された。改訂版には更新された章が含まれている。  
『Berliner Literaturkritik』の書評では、実用的なアドバイスがある一方で、技術的な詳細に焦点を当てすぎていると指摘された。メーラーの著書は2006年の『Wiki: Web collaboration』にも引用され、その中の「社会変革のエンジンとしてのウィキ」という節で「秘密のメディア革命」という表現が使用されている。著者らは「メーラーはブログやウィキ環境における困難な論争や荒らしへの対処について包括的な視点を提供している」と述べている。  
メーラーはウィキペディアに関する初期の研究において、2003年にウィキペディアのオープンソース的性質が多くの個人の関心を引きつける一方で、専門家の関心を持つ分野には空白が生じることを指摘した。彼の研究の一部は『Telepolis』に掲載され、ウィキペディアをデジタルマルチメディア百科事典『Microsoft Encarta』と比較した。  
2003年の記事『Das Wiki-Prinzip: Tanz der Gehirne』（「ウィキの原則：脳のダンス」）では、ウィキペディアとウィキの背景について解説し、プロジェクトの利点、記事の荒らし対策、ウィキペディア利用者のエチケットについて論じている。

## ウェブ関連のプロジェクト
メーラーは計算機科学の学位を持っている。また、P2Pやファイル共有技術に関する情報を提供するウェブサイト『Infoanarchy』の所有者であり、創設者でもある。『FreedomDefined』ウェブサイトの開発にも関与している。
2005年にベルリンで開催されたブロガー会議で、メーラーはオープンソース・イニシアティブ、フリーナレッジ、およびウィキニュースについて講演し、後者をスラッシュドット、Kuro5hin、デイリー・コスなどの他のモデルと比較して論じた。
同じく2005年、ウィーンで開催されたウィキに関するオーストリアの会議で、メーラーは統計データをまとめる際のウィキの利点について議論し、ウィキが内部の透明性を高め、同僚間の参加を促進することを指摘した。

## ウィキメディア財団

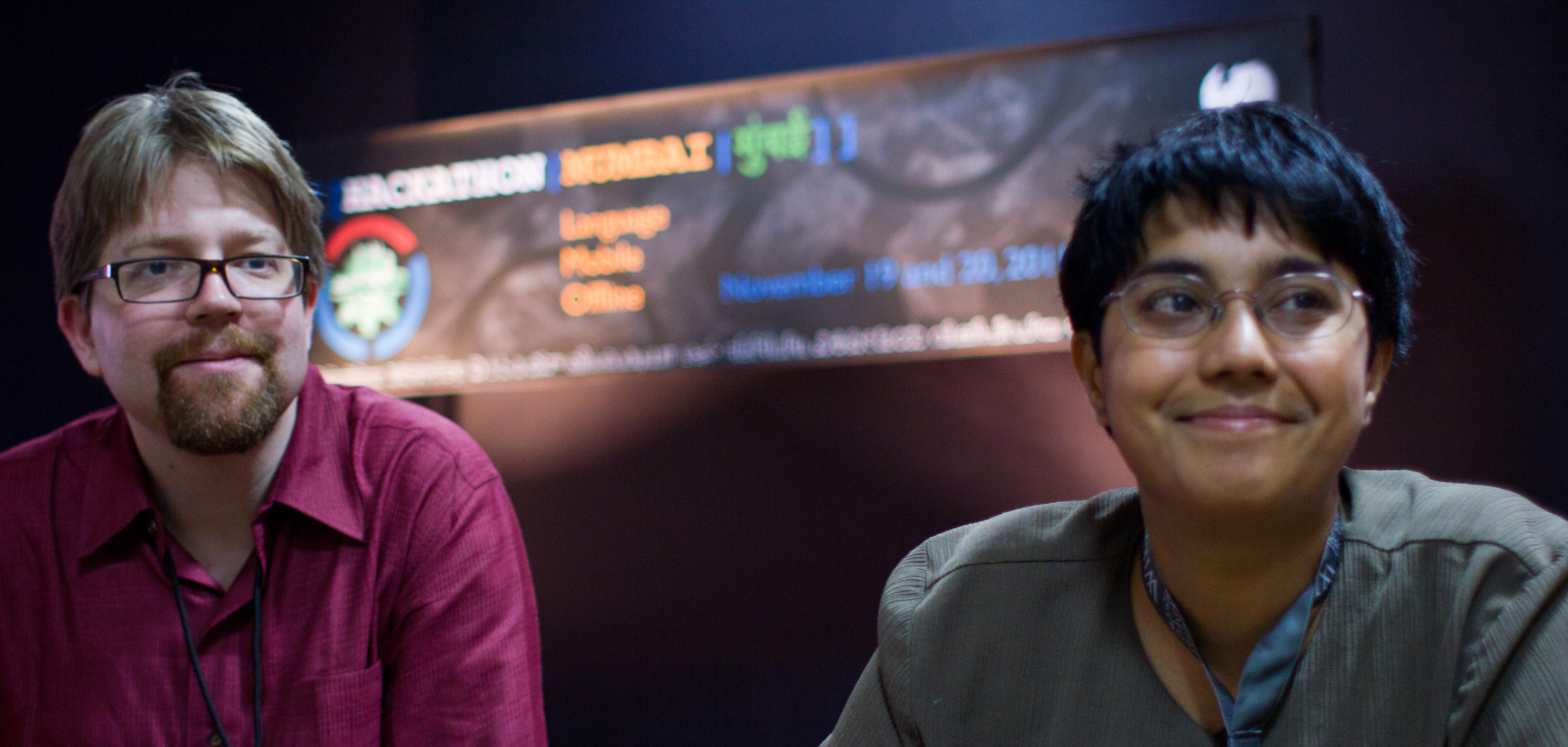
2011年ムンバイハッカソンでのエリック・メーラーとスマナ・ハリハレスワラ

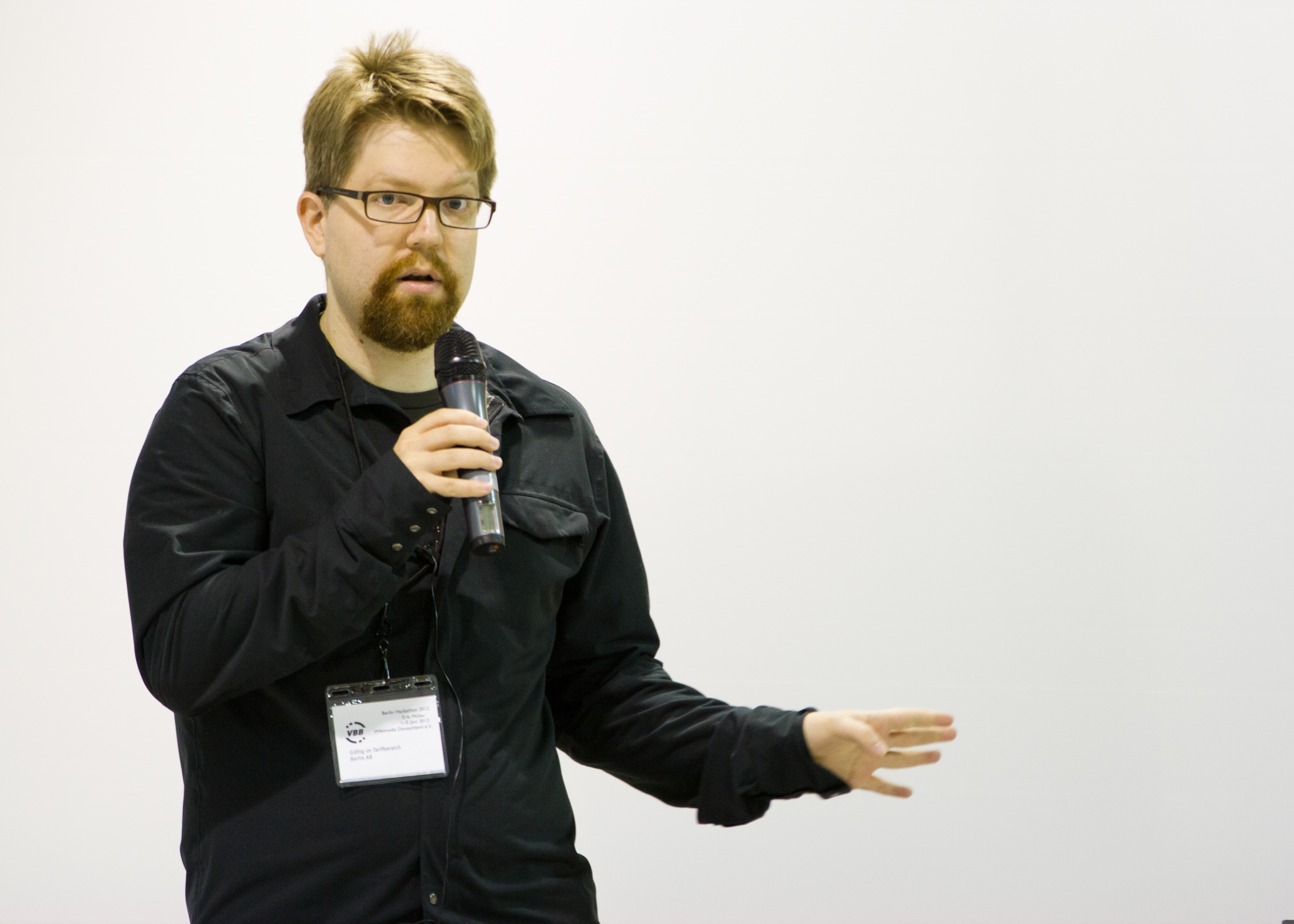
2012年ベルリンハッカソンで講演するエリック・メーラー

2001年から、メーラーはウィキペディアを含むウィキメディア財団のプロジェクトに関わっており、MediaWikiやウィキニュースの編集者として、また開発者としても活動している。 メーラーはユーザー名Eloquenceでウィキニュースの初期プロジェクト提案を起草した。 また、ウィキメディア・コモンズの開発にも重要な役割を果たした。 彼がウィキメディア・コモンズのアイデアを最初に提案したのは2004年3月である。
メーラーは『ニューヨーク・タイムズ』に対し、ウィキペディアとウィキニュースの違いについて「ウィキニュースの記事は短命であり、一生残る知識基盤に貢献しているという感覚が薄い」と述べた。 「我々は新しいメディアであり、自分たちのルールを作る」と、2005年にソウルで開かれた市民記者フォーラムで説明した。 ウィキニュースは毎日印刷版を発行し、記事の音声版を含む他のフォーマットにも取り組んでいると述べた。
メーラーは『Journalism.co.uk』のインタビューで、2005年7月7日のロンドン同時爆破事件の日にウィキニュースのトラフィックが8倍に増加したことや、フリーニュースの影響について語った。 「ウィキニュースはまだウィキペディアよりもはるかに小さいが、ニュース報道の可能性はウィキペディアの現状をはるかに超えている」とミューラーは述べた。 彼はウィキニュースで定期的に「State of the Wiki」レポートを発表し、オリジナル記事と他のメディアの情報を統合した記事の両方を使用するプロジェクトの方針を擁護した。

### 副理事
エリック・メーラーは2005年6月にウィキメディア財団の最高研究責任者に任命されたが、同年8月に理事会のメンバーとの個人的な相違を理由に辞任した。オランダに拠点を置く非営利法人「Stichting Open Progress」の最高技術責任者を務めており、これはOmegaWikiの法的母体であった。そこでメーラーは、OmegaWikiの実装を担当する開発者チームのマネージャーを務めた。また、WikiEducator.orgのような他のウィキコミュニティの運営も行った。
2006年9月、アンジェラ・ビーズリーの後任としてウィキメディア財団理事会の理事に選出された。そして同年10月には事務書記となった。2007年12月に理事を辞任し、副理事に就任した。この人事は2008年1月10日付で発効した。副理事としてメーラーは財団の財務分析に携わり、事務局長のスー・ガードナーと共にサン・マイクロシステムズへ資金提供を求めるプレゼンテーションを行った。このプレゼンテーションは後に『ウィキニュース』にリークされた。
副理事として、メーラーは財団の技術戦略の管理および実行を担当した。ロサンゼルス・タイムズの取材に対し、財団は契約内容に慎重である必要があると説明し、「我々の使命と矛盾するような契約を結ぶことで、それを危険にさらしたくない」と述べた。また、メーラーはEncyclopedia of Lifeの機関評議会におけるウィキメディア財団の代表を務めた。この関係を通じて、メーラーはアルフレッド・P・スローン財団（Encyclopedia of Lifeの支援団体）からウィキメディア財団への300万ドルの寄付を取り付けた。これは財団が受けた中で最大の寄付額である。
2014年、メーラーは「Superprotect」権限を作成・導入し、ドイツ語版ウィキペディアのコミュニティによる決定を覆したため、ドイツ語版ウィキペディアでアカウントをブロックされた。
メーラーは2015年4月30日にウィキメディア財団を退職した。

## 参考
- Bachner, Harald (2007). Wiki-systeme als Wissensmanagementtools. GRIN Verlag. pp. 6, 8, 29. ISBN 978-3-638-67365-5
- Gepp, Roman (2006) (ドイツ語). Bildung zwischen Luxus und Notwendigkeit. LIT Verlag Berlin-Hamburg-Münster. pp. 128, 129, 135, 192. ISBN 3-8258-9360-X
- Kühne, Stefan (September 2005). “Veni, vidi, Wiki! Rezension zu Erik Möller: Die heimliche Medienrevolution. Wie Weblogs, Wikis und freie Software die Welt verändern” (ドイツ語). E-beratungsjournal (e-beratungsjournal.net) (1). ISSN 1816-7632.